# Gmina Afton (hrabstwo Cherokee)

Położenie Gminy Afton w hrabstwie Cherokee

Gmina Afton (ang. Afton Township) – gmina w USA, w stanie Iowa, w hrabstwie Cherokee. Według danych z 2000 roku gmina miała 287 mieszkańców, a jej powierzchnia wynosi 93,44 km².